# Löffelhof
Löffelhof ist ein Gemeindeteil der Stadt Hilpoltstein im Landkreis Roth (Mittelfranken, Bayern). Löffelhof liegt in der Gemarkung Patersholz.

## Lage
Die Einöde liegt 4,5 Kilometer südöstlich von Hilpoltstein. Eine Gemeindeverbindungsstraße führt nach Pyras zur Kreisstraße RH 25 (0,4 km südlich) bzw. nach Patersholz (1,5 km nördlich).

## Ortsnamensdeutung
Der Ortsname enthält das althochdeutsche Wort „hlaiv“ für „Hügel“, bedeutet demnach „Hof auf/am Hügel“. Eine andere Deutung führt den Hofnamen auf eine Besitzerfamilie Löffel/Löffler zurück.

## Geschichte
Der Löffelhof wurde 1544 erstmals urkundlich erwähnt, als die Reichsstadt Nürnberg ein Salbuch über das zwei Jahre zuvor an sie verpfändete pfalz-neuburgische Amt Hilpoltstein anlegte. Die Grundherrschaft lag bei der Holzschuher’schen Fräuleinstiftung zu Nürnberg. Die hohe Gerichtsbarkeit über diesen nürnbergischen Hof übte das pfalz-neuburgische bzw. ab 1777 kurbayerische Pflegamt Hilpoltstein aus. Gepfarrt war der Hof nach Jahrsdorf.
Im neuen Königreich Bayern (1806) kam der Löffelhof zum Steuerdistrikt Hilpoltstein, dann zur Ruralgemeinde Patersholz, zu der neben dem Löffelhof zwei weitere Höfe, der beim Löffelhof abgegangene Lotterhof (Vogtshof) (1867: 2 Gebäude, 3 Einwohner) und der Schrötzenhof (1867: 2 Gebäude, 8 Einwohner; 1904 nicht mehr amtlich genannt) sowie auch das Dorf Eibach gehörten. Über den Viehbestand des Löffelhofs vermeldet 1875 ein amtliches Verzeichnis sechs Stück Rindvieh. Die Kinder besuchten die Schule im katholischen Jahrsdorf bzw. im protestantischen Eysölden.
Die Gemeinde Patersholz wurde im Zuge der Gebietsreform in Bayern zum 1. Januar 1972 in die Stadt Hilpoltstein eingegliedert.

## Einwohnerentwicklung
- 1818: 5 (1 Anwesen; 1 Familie)[12]
- 1836: 6[13]
- 1861: 8 (1 Gebäude)[14]
- 1871: 7 (2 Gebäude)[10]
- 1900: 4 (1 Wohngebäude)[15]
- 1937: 3 (2 Katholiken, 1 Protestant)[16]
- 1950: 6 (1 Wohngebäude)[17]
- 1961: 3 (1 Wohngebäude)[18]
- 1970: 5[19]
- 1987: 10 (2 Wohngebäude, 3 Wohnungen)[1]